# 타케우치 에이지
타케우치 에이지(일본어: 竹内栄治, 1986년 4월 17일 ~ )는 아이치현 출신의 일본의 성우이다. 아트비젼에 속해 있다.